# Hyalinobatrachium parvulum
Hyalinobatrachium parvulum är en groddjursart som först beskrevs av George Albert Boulenger 1895.  Hyalinobatrachium parvulum ingår i släktet Hyalinobatrachium och familjen glasgrodor. Inga underarter finns listade i Catalogue of Life.